# Otto Dopfer
Otto Dopfer (* 30. November 1965 in Memmingen) ist ein deutscher Physiker und Professor an der Technischen Universität Berlin.

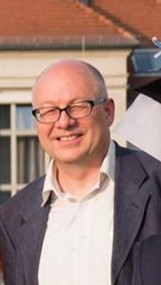
Otto Dopfer

## Leben
Dopfer wuchs als ältester von drei Söhnen des Elektrikermeisters Otto Dopfer sr. und dessen Frau Herta in der Unterallgäuer Gemeinde Trunkelsberg auf.
Er studierte an der Technischen Universität München und erlangte sein Diplom in Physik. Im Jahre 1994 promovierte er bei Edward W. Schlag an der TU München in Physikalischer Chemie. Anschließend arbeitete er und habilitierte sich 2001 bei John P. Maier an der Universität Basel. Ab 2001 arbeitete als Heisenberg Fellow weiterhin in Basel, bevor er ebenfalls als Heisenberg Fellow 2003 an die Universität Würzburg wechselte. 2006 wurde er schließlich an die Technische Universität Berlin berufen und ist seitdem dort als Professor für Experimentalphysik im Institut für Optik und Atomare Physik tätig. Zusätzlich leitet er eine Arbeitsgruppe mit dem Schwerpunkt Lasermolekülspektroskopie und Umweltphysik.
Hauptsächlich beschäftigen sich er und seine Arbeitsgruppe mit zwischenmolekularen Kräften, molekularer Erkennung, Chiralität, Astrochemie, Planetenatmosphären, Plasmachemie, metallorganischer Katalyse, Nanomaterialien sowie Kohlenstoff- und Silicium-Nanostrukturen.

## Auszeichnungen
Er wurde mehrmals ausgezeichnet:
- 1984: Award of the Fonds der Chemischen Industrie
- 2001: Heisenberg Fellowship, Deutsche Forschungsgemeinschaft[5]
- 2001 und 2005: Japan Society for the Promotion of Science Research Fellowships
- 2003: Chemistry Award, Akademie der Wissenschaften zu Göttingen[6]

## Publikationsliste (Auswahl)
- Mueller-Dethlefs, Klaus, Otto Dopfer, and Timothy G. Wright. "ZEKE spectroscopy of complexes and clusters." Chemical Reviews 94.7 (1994): 1845-1871.
- Bieske, Evan J., and Otto Dopfer. "High-resolution spectroscopy of cluster ions." Chemical Reviews 100.11 (2000): 3963-3998.
- Solcà, Nicola, and Otto Dopfer. "Protoniertes Benzol: IR‐Spektrum und Struktur von C6H7+." Angewandte Chemie 114.19 (2002): 3781-3784.
- Dopfer, Otto. "Spectroscopic and theoretical studies of CH3+-Rgn clusters (Rg= He, Ne, Ar): From weak intermolecular forces to chemical reaction mechanisms." International Reviews in Physical Chemistry 22.3 (2003): 437-495.
- Dopfer, Otto. "IR spectroscopy of microsolvated aromatic cluster ions: Ionization-induced switch in aromatic molecule-solvent recognition." Progress in Physical Chemistry-Volume 1 (2015): 39-82.
- Dopfer, Otto, and Masaaki Fujii. "Probing solvation dynamics around aromatic and biological molecules at the single-molecular level." Chemical reviews 116.9 (2016): 5432-5463.